# Phyllopsora cuyabensis
Phyllopsora cuyabensis är en lavart som först beskrevs av Malme, och fick sitt nu gällande namn av Alexander Zahlbruckner. Phyllopsora cuyabensis ingår i släktet Phyllopsora och familjen Ramalinaceae.   Inga underarter finns listade i Catalogue of Life.